# Jocotenango
Jocotenango – miasto w południowej części Gwatemali, w departamencie Sacatepéquez. Według danych szacunkowych z 2012 roku liczba mieszkańców wynosiła 20 177 osób. 
Jocotenango leży kilka km na północny zachód od stolicy departamentu – miasta Antigua Guatemala, tworząc z nim jedno miasto. 
Jocotenango leży na wysokości 1589 m n.p.m. w pobliżu dwóch potężnych wulkanów; aktywnym Acatenango oraz uśpionym obecnie Volcán de Agua. Jest to ponadto rejon bardzo aktywny sejsmicznie. Niedaleko przebiega przechodzący w poprzek Gwatemali uskok Motagua, oddzielający płytę karaibską od płyty północnoamerykańskiej. Takie położenie sprawia, że trzęsienia ziemi o sile ponad 4 stopni w skali Richtera zdarzają się w każdym miesiącu. 

## Gmina Jocotenango
Miasto jest siedzibą władz gminy o tej samej nazwie, która jest jedną z szesnastu gmin w departamencie. W 2012 roku gmina liczyła 20 658 mieszkańców.
Gmina jak na warunki Gwatemali jest bardzo mała, a jej powierzchnia obejmuje zaledwie 9 km². Mieszkańcy gminy utrzymują się głównie z usług i turystyki oraz z rzemiosła artystycznego.